# Wilmar Cabrera
Wilmar Rubens Cabrera Sappa (31 lipca 1959) – piłkarz urugwajski noszący przydomek Toro, napastnik, pomocnik (rozgrywający). Wzrost 182 cm, waga 82 kg.
Cabrera od 1980 roku grał w klubie Club Nacional de Football, z którym dwukrotnie zdobył mistrzostwo Urugwaju – w 1980 i 1983. Zagrał także w półfinale Copa Libertadores 1981 i Copa Libertadores 1983. W 1983 przeniósł się do Kolumbii, do klubu Millonarios FC. W reprezentacji Urugwaju zadebiutował 2 czerwca 1983 w Asunción w bezbramkowym meczu z Paragwajem.
Wziął udział w turnieju Copa América 1983, gdzie Urugwaj zdobył mistrzostwo Ameryki Południowej. Cabrera zagrał we wszystkich 4 meczach grupowych z Chile i Wenezuelą (na Estadio Centenario strzelił Wenezueli bramkę). Wystąpił w półfinałowych spotkaniach z Peru, przy czym w Montevideo zdobył głową wyrównującą bramkę, która dała Urugwajowi awans do finału. Zagrał także w obu finałowych meczach z Brazylią.
W 1984 przeniósł się do Europy, by grać w hiszpańskim klubie Valencia CF. Jako piłkarz Valencii wziął udział w finałach mistrzostw świata w 1986 roku, gdzie Urugwaj dotarł do 1/8 finału. Cabrera wystąpił w dwóch ostatnich meczach – ze Szkocją i Argentyną. Po mistrzostwach na rok przeszedł do francuskiego klubu OGC Nice.
W 1987 na rok wrócił do Hiszpanii, gdzie grał w Sporting Gijón, następnie przeniósł się do Meksyku, do klubu Necaxa Aguascalientes. W 1990 znalazł się w opierającym się na graczach z Urugwaju argentyńskim klubie Deportivo Mandiyú. W 1991 wrócił do Urugwaju by przez rok znów grać w Nacionalu.
Karierę kończył w mniejszych klubach urugwajskich – Huracán Buceo Montevideo, Rampla Juniors i River Plate Montevideo.
W reprezentacji Urugwaju Cabrera od 1983 do 16 czerwca 1986 rozegrał 26 meczów i zdobył 6 bramek.